# CEOI
Le Olimpiadi di Informatica dell'Europa Centrale, in inglese Central European Olympiad in Informatics e in acronimo CEOI, sono competizioni fra studenti delle scuole secondarie che si svolgono annualmente al pari delle IOI. La prima edizione delle competizioni si svolse nel 1994 in Romania tra 5 nazioni, Croazia, Repubblica Ceca, Ungheria, Polonia e Romania. Attualmente ci sono 8 nazioni membri delle CEOI: Croazia, Repubblica Ceca, Germania, Ungheria, Polonia, Romania e Slovacchia; mentre ad ogni edizione vengono invitate altre  nazioni, l'Italia ha partecipato nel 2001 e nel 2017.
Ai partecipanti viene richiesto di implementare degli algoritmi per la risoluzione di problemi tipici della ricerca operativa. Gli studenti competono su base individuale e da ogni nazione partecipante provengono fino a quattro studenti. Gli studenti sono selezionati attraverso analoghe competizioni nazionali. In Italia è l'AICA ad occuparsene.

## Struttura della competizione
In ciascuno dei due giorni di competizione, agli studenti vengono solitamente assegnati tre problemi che devono risolvere in cinque ore. Ogni studente lavora da solo, al computer, senza poter contare su alcun aiuto: è proibito comunicare con gli altri partecipanti, utilizzare libri ecc. Generalmente, per risolvere il problema il concorrente deve scrivere un programma in C, C++ o Pascal e consegnarlo prima che il termine di cinque ore scada. Successivamente, il programma viene valutato mandandolo in esecuzione con dei dati di prova, segreti, per un totale di 10 o 20 prove con dati diversi. Al concorrente vengono assegnati punti per ciascun caso di prova che il suo programma risolve correttamente, entro i limiti di memoria e di tempo assegnati. In alcuni casi, il programma del concorrente deve interagire con una libreria di sistema nascosta, questo per consentire problemi nei quali l'input non è fissato ma dipende dalle azioni del programma - per esempio nei problemi nei quali il programma deve "giocare". Un altro, nuovo tipo di problemi, è quello che prevede che gli input siano disponibili pubblicamente durante le cinque ore della competizione. Il partecipante in questo caso non deve consegnare un programma, ma l'output relativo all'input assegnato: sta a lui decidere se ottenere i file di output scrivendo un programma (sfruttando speciali caratteristiche dell'input), a mano, oppure mediante una combinazione di questi metodi.
Il punteggio dei due giorni di competizione e tutti i problemi sono sommati per ciascun concorrente. Alla cerimonia di premiazione, i concorrenti sono premiati con delle medaglie a seconda del loro punteggio totale. Generalmente, la metà migliore dei concorrenti (due per paese, in media) è premiato con una medaglia, in modo che il rapporto fra  oro: argento: bronzo: nessuna medaglia sia approssimativamente 1:2:3:6 (così circa 1/12 dei concorrenti ottiene una medaglia d'oro).

## Lista dei siti Web e delle sedi delle Olimpiadi
- CEOI 2006 si sono tenute a Orsera, Croazia, 1 - 8 luglio, 2006
- CEOI 2005 si sono tenute a Sárospatak, Ungheria, 28 luglio - 4 agosto, 2005
- CEOI 2004 si sono tenute ad Rzeszów, Polonia, 13 - 17 luglio, 2004
- CEOI 2003 si sono tenute in Münster, Germania, 5 - 12 luglio, 2003
- CEOI 2002 si sono tenute a Košice, Slovacchia, 30 giugno - 6 luglio, 2002
- CEOI 2001 si sono tenute a Zalaegerszeg, Ungheria, 10 - 17 agosto, 2001
- CEOI 2000 si sono tenute a Cluj, Romania, 24 -31 agosto, 2000
- CEOI 1999 si sono tenute ad Brno, Repubblica Ceca, 2 - 9 settembre, 1999
- CEOI 1998 si sono tenute a Zara, Croazia, 20 - 27 maggio, 1998
- CEOI 1997 si sono tenute a Nowy Sącz, Polonia, 17 - 24 luglio, 1997
- CEOI 1996 si sono tenute a Bratislava, Slovacchia, 9 - 13 ottobre, 1996
- CEOI 1995 si sono tenute ad Seghedino, Ungheria, 29 maggio - 3 giugno, 1995
- CEOI 1994 si sono tenute a Cluj-Napoca, Romania, 27 - 31 maggio, 1994.